# Daahir Rayaale Kaahin
Dahir Riyale Kahin, som. Daahir Riyaale Kaahin (ur. 1952),  somalilandzki polityk, prezydent tego kraju od 5 maja 2002 do 27 lipca 2010.
Pracował w dyplomacji somalijskiej, m.in. jako ambasador w Dżibuti. Zajmował się również biznesem. Od 1997 był wiceprezydentem nieuznawanego państwa Somaliland. Po śmierci prezydenta Ibrahima Egala (maj 2002) został jego następcą. W kwietniu 2003 został zatwierdzony na stanowisku szefa państwa w wyborach powszechnych. Pokonał w nich różnicą zaledwie 80 głosów Ahmeda M. Mahamouda Silanyo.
W czerwcu 2010 po raz drugi wziął udział w wyborach prezydenckich. Zdobył w nich 33,2% głosów poparcia. Tym razem zajął drugie miejsce, przegrywając ze swoim dawnym rywalem, Ahmedem M. Mahamoudem Silanyo (49,6%), który 27 lipca 2010 został zaprzysiężony na stanowisku szefa państwa.
Jest przywódcą Zjednoczonej Demokratycznej Partii Ludowej (Ururka Dimuqraadiga Umada Bahawday).